# Digestión anaeróbica

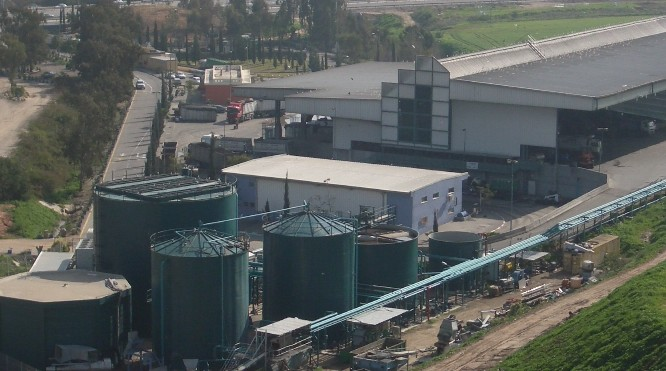
Digestores anaeróbicos en Tel Aviv, Israel.

La digestión anaeróbica o digestión anaerobia es el proceso por el cual microorganismos descomponen material biodegradable en ausencia de oxígeno.
Este proceso genera diversos gases, entre los cuales el dióxido de carbono y el metano son los más abundantes (dependiendo del material degradado). En biodigestores se aprovecha esta liberación de gases para luego ser usados como combustible.
La intensidad y duración del proceso anaeróbico varían dependiendo de diversos factores, entre los que se destacan la temperatura y el pH del material biodegradado.

La digestión anaeróbica (DA) es un proceso complejo que puede ser resumido en cuatro etapas, 
- En la primera, se debe hidrolizar los compuestos de mayor peso molecular, tanto los disueltos como los no disueltos, por medio de enzimas (por ejemplo, amilasas y proteasas). En especial, se digieren polímeros, como polisacáridos, lípidos, proteínas y ácidos nucleicos, formándose los correspondientes oligómeros y monómeros (azúcares, alcoholes, ácidos grasos, glicerol, polipéptidos, aminoácidos, bases púricas, y compuestos aromáticos).
- La segunda etapa la llevan a cabo bacterias acidogénicas que transforman estos oligómeros y monómeros a ácidos grasos volátiles (principalmente los ácidos: propiónico, butírico y valérico).
- Las bacterias acetogénicas en la tercera etapa transforman los ácidos grasos volátiles (AGV) en ácido acético (también acetato, formiato,...).
- En la última etapa, las bacterias metanogénicas acetoclastas transforman las sustancias anteriores en metano (CH4) y dióxido de carbono (CO2). Participan también las bacterias hidrogenotróficas, que mantienen el equilibrio del hidrógeno (H2) en el medio, utilizándolo para reducir el CO2 a CH4.

## Historia
El interés científico por la manufactura de gas producido por la descomposición natural de materia orgánica fue reportado por primera vez en el siglo XVII por Robert Boyle y Stephen Hale, quienes notaron que al perturbar los sedimentos en lagos y ríos se liberaba un gas inflamable. En 1808, Sir Humphry Davy determinó que había metano presente en los gases liberados por el estiércol vacuno. El primer digestor anaeróbico fue construido por una colonia de leprosos en Bombay en la India en 1859. En 1895 esta tecnología fue desarrollada en Exeter, Inglaterra, donde un tanque séptico fue usado para generar gas para lámparas basándose en el gas de alcantarillas. También fue en Inglaterra, en Hampton, que en 1904 se construyó el primer tanque de sedimentación y tratamiento del fango. En 1907, en Alemania, se patentó el tanque Imhoff, una versión temprana del digestor anaeróbico.

## Proceso
Muchos microorganismos afectan la digestión anaerobia, incluyendo las bacterias que forman ácido acético y los archaea que forman metano. Estos organismos producen ciertos procesos químicos al convertir la biomasa a biogás.
El oxígeno en forma de gas se excluye de la reacción por contención física. Se utilizan otros aceptadores de electrones de otras fuente que no sean oxígeno gaseoso. Estos pueden ser materia orgánica en sí o pueden ser óxidos inorgánicos ingresados a las corrientes de entrada. Cuando la fuente de oxígeno en un sistema anaerobio se deriva de un material orgánico, los subproductos finales de la reacción son alcoholes, aldehídos y ácidos orgánicos primarios y además dióxido de carbono. En la presencia de ciertos productores de metano, los intermediarios se convierten en metano, dióxido de carbono y trazas de ácido sulfhídrico. En un sistema anaerobio la mayor parte de la energía química almacenada en las materias primas se libera por bacterias generadoras de metano en forma de metano.
Poblaciones de microorganismos anaerobios, normalmente, tardan un periodo de tiempo significativo en establecerse para ser totalmente efectivos. Por ello, lo común es introducir microorganismos anaerobios de materiales con poblaciones ya existentes, este proceso se conoce como sembrar los digestores, se acompañan normalmente con fango de drenaje o estiércol líquido.

## Etapas del proceso
Hay cuatro procesos biológicos y químicos elementales en los procesos de digestión anaerobia:
1. Hidrólisis
2. Acidogénesis
3. Acetogénesis
4. Metanogénesis

En la mayoría de los casos la biomasa se hace de enormes polímeros orgánicos. Para que las bacterias en digestores anaerobios tengan acceso a la energía potencial de este material las cadenas deben ser rotas a partes más pequeñas. Estas partes, llamadas monómeros, como los azúcares ya están preparadas para las demás bacterias. El proceso de rompimiento de estas cadenas y su disolución en moléculas más pequeñas se llama hidrólisis. Por eso la hidrólisis de estas enormes cadenas es el primer paso para la digestión anaerobia. A través de la hidrólisis las complejas moléculas orgánicas se parten a azúcares, aminoácidos y ácidos grasos simples.
El acetato y el hidrógeno producidos en las primeras etapas puede ser usado directamente por bacterias generadoras de metano. Otras moléculas como ácidos grasos volátiles con una longitud de cadena mayor a la del acetato deben pasar por un proceso de catabolización para ser transformados a compuestos que pueden ser usados por bacterias productoras de metano.
El proceso biológico de acidogénesis resulta de la ruptura de los componentes restantes por bacterias generadoras de ácido (fermentativas). Aquí los ácidos grasos volátiles se crean junto con amoniaco, dióxido de carbono, ácido sulfhídrico y otros subproductos. El proceso de acidogénesis es similar al proceso en el que la leche se vuelve agria.
La tercera etapa de la digestión anaerobia es la acetogénesis. En ésta las moléculas que se crearon por la acidogénesis son digeridos por bacterias productoras de acetatos, para producir en su mayor parte, ácido acético, como también dióxido de carbono e hidrógeno. 
La etapa final de la digestión anaerobia es el proceso biológico de la metanogénesis. Aquí las bacterias productoras de metano usan los productos intermedios de las etapas previas y los convierten en metano, dióxido de carbono y agua. Estos componentes son la mayoría del biogás emitido por el sistema. La metanogénesis es sensible a pHs altos y bajos y ocurre entre pHs de 6,5 y 8. La materia no digerible por estas bacterias y cualquier bacteria muerta permanecen como una parte de lo digerido.

## Aplicación al tratamiento de aguas residuales
La oxidación anaeróbica o biodigestión anaerobia se define como aquella en que la descomposición se ejecuta en ausencia de oxígeno disuelto y se usa el oxígeno de compuesto orgánicos, nitratos y nitritos, los sulfatos y el CO2, como aceptor de electrones.
En el proceso conocido como desnitrificación de las aguas residuales, los nitratos y nitritos son usados por las bacterias facultativas, en condiciones anóxicas, condiciones intermedias, con formación de CO2, agua y nitrógeno gaseoso como productos finales.
El uso de los sulfatos y el CO2 como aceptores de electrones requiere condiciones estrictamente anaeróbicas, es decir ausencia de oxígeno y nitratos. Los carbohidratos contienen oxígeno que puede ser usado como aceptor de electrones; una porción del carbohidrato es oxidado con CO2 y ácidos orgánicos mientras que otra porción es reducida en aldehídos, cetonas y alcoholes. Prácticamente, la descomposición anaeróbica es posible con todos los compuestos orgánicos que contienen oxígeno en sus moléculas.
En el tratamiento anaeróbico se puede, por lo tanto, considerar que ocurren los procesos básicos de la descomposición anaeróbica, es decir: desnitrificación, reducción de sulfatos, hidrólisis, y fermentación acetofénica y metanogénica. El proceso microbial es muy complejo y está integrado por múltiples reacciones paralelas y en serie, interdependientes entre sí.
En su forma más elemental, se puede considerar el proceso anaeróbico de descomposición de la materia orgánica compuesto de dos etapas: fermentación de ácidos y fermentación de metano, que ocurren simultáneamente.
En la fermentación ácida, los compuestos orgánicos de estructura compleja, proteínas, grasas, carbohidratos, son primero hidrolizados en unidades moleculares más pequeñas, y sometidos a biooxidación para convertirlos en ácidos orgánicos de cadena corta, principalmente ácido acético, propiónico y butírico; alcoholes, hidrógeno y CO2.
En la fermentación metanogénica, los organismos metanogénicos, en condiciones estrictamente anaeróbicas, convierten los productos de la fermentación ácida en CO2 y CH4 principalmente.